# 제 무공
제 무공(齊 武公, ? ~ 기원전 825년, 재위 기원전 850년 ~ 기원전 825년)은 제나라의 제8대 후작으로, 이름은 수(壽)이다.

## 사적
아버지 제 헌공이 죽자 제후가 되었으며, 재위 26년 만에 죽어 아들 무기가 뒤를 이었다. 재위 중에 주 여왕이 쫓겨나고 공화 시기가 있었다.

## 가정
- 제 헌공 (아버지)
  - 제 무공
    - 제 여공 (아들)